# Abra de Ilog
Abra De Ilog là một đô thị hạng 4 ở tỉnh Occidental Mindoro, Philippines. Theo điều tra dân số năm 2000, đô thị này có dân số 22.212 người trong 4.590 hộ.

## Barangay
Abra De Ilog được chia thành 9 barangay.
- Armado
- Balao
- Cabacao
- Lumangbayan
- Poblacion
- San Vicente
- Tibag
- Udalo (Camurong)
- Wawa